# Carlo Savina
Carlo Savina (Torino, 29 agosto 1919 – Roma, 21 giugno 2002) è stato un musicista, compositore e direttore d'orchestra italiano.

## Biografia
Nacque a Torino. Il padre, primo clarinetto dell'orchestra della Radio EIAR del capoluogo piemontese, lo avviò allo studio del violino quando era ancora bambino; dopo essersi diplomato al Conservatorio Giuseppe Verdi di Torino, Carlo Savina iniziò la sua attività di solista e direttore di piccole orchestre, presso le sale da ballo.
Nel 1944 ottenne dal Ministero dell'Educazione Nazionale il diploma di composizione musicale; tra le sue opere del periodo la Sonata per clarinetto, Sonatina per violino, Recitativo e allegro per viola, Quartetto per fiati.
Successivamente compose la musica per l'opera "Il vecchio geloso" da un intermezzo di Cervantes, con il libretto scritto dallo storico del cinema Mario Verdone. L'opera, rappresentata per la prima volta il 17 agosto 1948, al Teatro dei Rozzi di Siena per la regia di Ines Alfani Tellini, vinse, nello stesso anno, il premio dell'Accademia Chigiana; trasmessa poco dopo dalla radio, fece sì che Savina si classificasse in seguito primo al Concorso Nazionale per giovani compositori.
Arrivò quindi alla direzione di orchestre più impegnative sia nella musica sinfonica che leggera.

### L'orchestra della radio
Nei primi anni 50 sarà la Rai, prima per la sede di Torino, poi per quella di Roma, ad affidargli la direzione di una grande orchestra d'archi, composta da dodici violini, quattro viole, due violoncelli, due bassi, chitarra, arpa, batteria e pianoforte, con la quale si avvicinerà allo stile delle grandi orchestre americane di quel periodo: I cantanti che collaborarono con l'orchestra furono Katina Ranieri, Nella Colombo, Almarella, Bruno Rosettani, Vittorio Tognarelli, Gianni Ravera, Dana Ghia, Antonio Basurto, Achille Togliani.

### La televisione
Dal 1953 partecipò con l'orchestra alle prime trasmissioni sperimentali della Televisione Italiana Rai, dirigendo in presa diretta, come si faceva in quel tempo non esistendo la registrazione magnetica, in programmi di varietà, spesso di origine radiofonica, come Rosso e nero e Nati per la musica.

### Le colonne sonore
Dai primi anni cinquanta iniziò a comporre musica per il cinema, ma anche ad arrangiare colonne di altri autori.
Diventerà uno dei maggiori adattatori di musiche in sede di sincronizzazione postcinematografica dirigendo, in sala di registrazione, musiche di Ennio Morricone, Armando Trovajoli, Nino Rota ed altri. Dirigerà l'orchestra nelle sincronizzazioni audio dei film di Federico Fellini Prova d'orchestra e I clowns, musiche composte da Nino Rota, nonché della celeberrima partitura del compositore ungherese Miklós Rózsa per il film Ben-Hur (1959).
Nello spazio di un trentennio saranno circa 200 i film di cui realizzerà la musica, passando alla storia come uno dei più prolifici e sottovalutati compositori italiani per lo schermo, per la televisione e per la radio.
Iniziò a comporre per il cinema nel 1950, su richiesta del suo concittadino, il regista Carlo Borghesio, realizzando le musiche per il film Il monello della strada, con Macario.

## Filmografia
- Il monello della strada, regia di Carlo Borghesio (1950)
- Totò cerca pace, regia di Steno, Mario Monicelli (1954)
- Il coraggio, regia di Domenico Paolella (1955)
- Storia di una minorenne, regia di Piero Costa (1956)
- Noi siamo le colonne, regia di Luigi Filippo D'Amico (1956) direzione orchestrale
- Presentimento, regia di Armando Fizzarotti (1956)
- Te sto aspettanno, regia di Armando Fizzarotti (1957)
- Erode il Grande, regia di Arnaldo Genoino e Viktor Turžanskij (1958)
- Tuppe tuppe, Marescià!, regia di Carlo Ludovico Bragaglia (1958)
- Io, mammeta e tu, regia di Carlo Ludovico Bragaglia (1958)
- Giuditta e Oloferne, regia di Fernando Cerchio (1959)
- Europa di notte, regia di Alessandro Blasetti (1959)
- I baccanali di Tiberio, regia di Giorgio Simonelli (1959)
- Il moralista, regia di Giorgio Bianchi (1959)
- Arriva la banda, regia di Tanio Boccia (1959)
- La baia di Napoli (It Started in Naples), regia di Melville Shavelson (1960)
- Ferragosto in bikini, regia di Marino Girolami (1960)
- Caccia al marito, regia di Marino Girolami (1960)
- Saffo, venere di Lesbo di Pietro Francisci (1960)
- Bellezze sulla spiaggia, regia di Romolo Guerrieri (1961)
- Scandali al mare, regia di Marino Girolami (1961)
- Io amo, tu ami..., regia di Alessandro Blasetti (1961)
- Gerarchi si muore, regia di Giorgio Simonelli (1961)
- Che femmina!! e... che dollari!, regia di Giorgio Simonelli (1961)
- La ragazza sotto il lenzuolo, regia di Marino Girolami (1961)
- Una vita difficile, regia di Dino Risi (1961)
- Malesia magica, regia di Lionetto Fabbri (1961)
- Le magnifiche 7, regia di Marino Girolami (1961)
- Il re di Poggioreale, regia di Duilio Coletti (1961)
- Io, Semiramide, regia di Primo Zeglio (1962)
- Maciste contro lo sceicco, regia di Domenico Paolella (1962)
- Il sangue e la sfida, regia di Nick Nostro (1962)
- Eva, regia di Joseph Losey (1962)
- La donna degli altri è sempre più bella, regia di Marino Girolami (1962)
- Twist, lolite e vitelloni, regia di Marino Girolami (1962)
- Gli italiani e le donne, regia di Marino Girolami (1962)
- Le quattro verità, regia di Luis García Berlanga e Alessandro Blasetti (1962)
- L'ira di Achille, regia di Marino Girolami (1962)
- Zorro alla corte di Spagna, regia di Luigi Capuano (1962)
- Fuga da Mauthausen, regia di Edwin Zbonek (1963)
- La vita provvisoria, regia di Vincenzo Gamna (1963)
- Il capitano di ferro, regia di Sergio Grieco (1963)
- Giacobbe ed Esaù, regia di Mario Landi (1963)
- La cieca di Sorrento, regia di Nick Nostro (1963)
- Zorro e i tre moschettieri, regia di Luigi Capuano (1963)
- D'Artagnan contro i 3 moschettieri, regia di Fulvio Tului (1963)
- Le motorizzate, regia di Marino Girolami (1963)
- Liolà, regia di Alessandro Blasetti (1963)
- Ursus gladiatore ribelle, regia di Domenico Paolella (1963)
- Ursus nella terra di fuoco, regia di Giorgio Simonelli (1963)
- Siamo tutti pomicioni, regia di Marino Girolami (1963)
- Processo a Stalin, regia di Fulvio Lucisano e Renato May (1963)
- Sfida al re di Castiglia, regia di Ferdinando Baldi (1963)
- La spada del Cid, regia di Miguel Iglesias (1963)
- Il deserto rosso, regia di Michelangelo Antonioni (1964)
- La morte vestita di dollari (Einer Frisst den anderen), regia di Ray Nazarro, Gustav Gavrin (1964)
- Amore mio, regia di Raffaello Matarazzo (1964)
- Il misterioso signor Van Eyck, regia di Augustin Navarro (1964)
- Maciste nell'inferno di Gengis Khan, regia di Domenico Paolella (1964)
- Delitto d'amore, regia di Luigi Comencini (1964)
- Cleopazza, regia di Carlo Moscovini (1964)
- Gli invincibili dieci gladiatori, regia di Nick Nostro (1964)
- Queste pazze, pazze donne, regia di Marino Girolami (1964)
- Veneri al sole, regia di Marino Girolami (1964)
- Maciste contro i mongoli, regia di Domenico Paolella (1964)
- La cripta e l'incubo, regia di Camillo Mastrocinque (1964)
- Le tardone, regia di Marino Girolami (1964)
- Il trionfo dei dieci gladiatori, regia di Nick Nostro (1964)
- Il piombo e la carne, regia di Marino Girolami (1964)
- Sette a Tebe, regia di Luigi Vanzi (1964)
- Gli amanti latini, regia di Mario Costa (1965)
- Le spie uccidono a Beirut, regia di Luciano Martino (1965)
- Django killer per onore, regia di Maury Dexter (1965)
- L'uomo che ride, regia di Sergio Corbucci (1966)
- A 077 - Sfida ai killers, regia di Antonio Margheriti (1966)
- All'ombra delle aquile, regia di Ferdinando Baldi (1966)
- Il massacro della foresta nera, regia di Ferdinando Baldi (1966)
- Furia a Marrakech, regia di Mino Loy (1966)
- Goldsnake anonima killers, regia di Ferdinando Baldi (1966)
- I tre del Colorado, regia di Amando De Ossorio (1966)
- Johnny Oro, regia di Sergio Corbucci (1966)
- Per un dollaro di gloria, regia di Fernando Cerchio (1966)
- Due rrringos nel Texas, regia di Marino Girolami (1967)
- Capriccio all'italiana, regia di Steno, Mauro Bolognini, Pier Paolo Pasolini , Pino Zac, Franco Rossi, Mario Monicelli(1967)
- Franco, Ciccio e le vedove allegre, regia di Marino Girolami (1967)
- Vietnam guerra senza fronte, regia di Lamberto Antonelli (1967)
- Pochi dollari per Django, regia di León Klimovsky (1967)
- Vivo per la tua morte, regia di Alex Burks (1967)
- La morte vestita di dollari, regia di Ray Nazarro (1967)
- Si muore solo una volta, regia di Giancarlo Romitelli (1967)
- Per un pugno di gloria, regia di Fernando Cerchio (1967)
- Giurò... e li uccise ad uno ad uno... Piluk il timido, regia di Guido Celano (1967)
- Joe l'implacabile, regia di Antonio Margheriti (1967)
- A Ghentar si muore facile, regia di León Klimovsky (1967)
- La scuola delle vergini, regia di Jozef Zachar (1967)
- American Secret Service, regia di Enzo Di Gianni (1968)
- Joko - Invoca Dio... e muori, regia di Antonio Margheriti (1968)
- Malenka la nipote del Vampiro, regia di Armando De Ossorio (1968)
- Hypnos - Follia di massacro, regia di Paolo Bianchini (1968)
- Giurò... e li uccise ad uno ad uno... Piluk il timido, regia di Guido Celano (1968)
- Io ti amo, regia di Antonio Margheriti (1968)
- Anche nel West c'era una volta Dio, regia di Marino Girolami (1968)
- La casa delle demi-vierges..., regia di Helmut Weiss (1968)
- Nude... si muore, regia di Antonio Margheriti (1968)
- E intorno a lui fu morte, regia di León Klimovsky (1968)
- Testa o croce, regia di Piero Pierotti (1969)
- Contronatura, regia di Antonio Margheriti (1969)
- I due Kennedy, regia di Gianni Bisiach (1969)
- I due magnifici fresconi (un imbroglio tutto curve), regia di Marino Girolami (1969)
- Simon Bolivar, regia di Alessandro Blasetti (1969)
- I vendicatori dell'Ave Maria, regia di Bitto Albertini (1970)
- Questa libertà di avere... le ali bagnate, regia di Alessandro Santini (1970)
- La grande avventura di Scaramouche, regia di Piero Pierotti (1970)
- L'inafferrabile invincibile Mr. Invisibile, regia di Antonio Margheriti (1970)
- E Dio disse a Caino..., regia di Antonio Margheriti (1970)
- I clowns, regia di Federico Fellini (1970)
- Ombre roventi, regia di Mario Caiano (1970)
- I diabolici convegni, regia di José María Elorrieta (1971)
- L'araucana, massacro degli dei (La Araucana), regia di Julio Coll (1971)
- Io Cristiana studentessa degli scandali, regia di Sergio Bergonzelli (1971)
- Nel raggio del mio braccio, regia di Giorgio Trentin (1971)
- Il tuo dolce corpo da uccidere, regia di Alfonso Brescia (1971)
- Il peccato di Adamo ed Eva, regia di Michael Zachary (1971)
- Il tredicesimo è sempre Giuda, regia di Joseph Warren (1971)
- ...e lo chiamarono Spirito Santo, regia di Roberto Mauri (1971)
- Ehi amigo... sei morto!, regia di Paolo Bianchini (1971)
- La notte dei dannati, regia di Filippo Maria Ratti (1971)
- Le calde notti di Don Giovanni, regia di Alfonso Brescia (1971)
- Belle d'amore, regia di Fabio De Agostini (1971)
- Nel buio del terrore o Diabolicamente sole con il delitto, regia di José Antonio Nieves Conde (1971)
- Finalmente... le mille e una notte, regia di Antonio Margheriti (1972)
- Stress, regia di Corrado Prisco (1972)
- Poppea... una prostituta al servizio dell'impero, regia di Alfonso Brescia (1972)
- Ragazza tutta nuda assassinata nel parco, regia di Alfonso Brescia (1972)
- Jesse & Lester - Due fratelli in un posto chiamato Trinità, regia di James London (1972)
- Trinità e Sartana figli di..., regia di Mario Siciliano (1972)
- Spirito Santo e le 5 magnifiche canaglie, regia di Roberto Mauri (1972)
- Un animale chiamato uomo, regia di Roberto Mauri (1972)
- I senza Dio, regia di Roberto Bianchi Montero (1972)
- I racconti romani di una ex novizia, regia di Pino Tosini (1972)
- Cuore, regia di Romano Scavolini (1973)
- Ming, ragazzi!, regia di Antonio Margheriti (1973)
- Film d'amore e d'anarchia - Ovvero "Stamattina alle 10 in via dei Fiori nella nota casa di tolleranza...", regia di Lina Wertmüller (1973)
- Ingrid sulla strada, regia di Brunello Rondi (1973)
- Hai sbagliato... dovevi uccidermi subito!, regia di Mario Bianchi (1973)
- Le vergini cavalcano la morte, regia di Jorge Grau (1973)
- Le favolose notti d'oriente, regia di Mino Guerrini (1973)
- Sospiri, regia di Jess Franco (1973)
- Fra' Tazio da Velletri, regia di Romano Gastaldi (1974)
- L'assassino ha riservato nove poltrone, regia di Giuseppe Bennati (1974)
- Manone il ladrone, regia di Antonio Margheriti (1974)
- Là dove non batte il sole, regia di Antonio Margheriti (1974)
- La profanazione, regia di Tiziano Longo (1974)
- La nipote, regia di Nello Rossati (1974)
- Peversione, regia di Manuel Mur Oti (1974)
- Ordine firmato in bianco, regia di Gianni Manera (1974)
- La badessa di Castro, regia di Armando Crispino (1974)
- I figli di nessuno, regia di Bruno Gaburro (1974)
- Carnalità, regia di Alfredo Rizzo (1974)
- La bolognese, regia di Alfredo Rizzo (1975)
- Una vergine in famiglia, regia di Luca Delli Azzeri (1975)
- Ultime grida dalla savana, regia di Antonio Climati e Mario Morra (1975)
- La nuora giovane, regia di Luigi Russo (1975)
- Calore in provincia, regia di Roberto Bianchi Montero (1975)
- L'ingenua, regia di Gianfranco Baldanello (1975)
- Il vizio ha le calze nere, regia di Tano Cimarosa (1975)
- La casa dell'esorcismo, regia di Mario Bava (1975)
- Frou-frou del tabarin, regia di Giovanni Grimaldi (1976)
- Campagnola bella, regia di Luca Delli Azzeri (Mario Siciliano) (1976)
- Ragazzo di borgata, regia di Giulio Paradisi (1976)
- Cari mostri del mare, regia di Bruno Vailati (1977)
- Il signor ministro li prese tutti e subito, regia di Sergio Alessandrini (1977)
- Nove ospiti per un delitto, regia di Ferdinando Baldi (1977)
- Le calde notti di Caligola, regia di Roberto Bianchi Montero (1977)
- Indagine su un delitto perfetto, regia di Giuseppe Rosati (1978)
- La suggestionata, regia di Alfredo Rizzo (1978)
- Profezia, regia di John Frankenheimer (1978)
- La donna della calda terra, regia di Josè Maria Forque (1978)
- Tess, regia di Roman Polański (1979)
- Prova d'orchestra, regia di Federico Fellini (1979)
- I cacciatori del cobra d'oro, regia di Antonio Margheriti (1981)
- Comin' at Ya!, regia di Ferdinando Baldi (1981)
- Fuga dall'arcipelago maledetto, regia di Antonio Margheriti (1982)
- Andando verso te, regia di Ferdinando Baldi (1983)
- Pizza connection, regia di Damiano Damiani (1985)
- Laggiù nella giungla, regia di Stefano Reali (1988)

## Documentari
- Roma 1960, regia di Enzo Trovatelli (1960) Cortometraggio promozionale Istituto Luce per le Olimpiadi di Roma

## Varietà radiofonici RAI
- Nel silenzio della notte, varietà musicale con l'orchestra d'archi di Carlo Savina, trasmesso il 10 gennaio 1954
- Il motivo in maschera, varietà musicale a premi, presentato da Mike Bongiorno, con Isa Bellini orchestra diretta da Carlo Savina, 1955.

## Varietà televisivi RAI
- Settenote, con le orchestre di Carlo Savina, Francesco Ferrari, regia di Alda Grimaldi, presentano Virgilio Riento, Guglielmo Inglese, puntate 8, dal 3 gennaio 1954 all'8 febbraio 1954 nel programma nazionale.
- Rosso e nero, con le orchestre di Gorni Kramer, Pippo Barzizza, Carlo Savina, regia di Daniele D'Anza, Guglielmo Morandi, Antonello Falqui, presenta Corrado con Flora Lillo, puntate 8, dal 13 gennaio 1954 al 28 aprile 1954.
- Canzoni da guardare, con Tina De Mola, Elena Giusti, Carlo Dapporto, Ray Martino, Rino Salviati, Gianni Bonagura, Paolo Ferrari, Nino Manfredi, Raffaele Pisu, 2 puntate dall'8 marzo 1954 al 19 aprile 1954, programma nazionale.
- L'usignolo d'argento, a cura di Michele Galdieri, orchestre dirette da Carlo Savina e Armando Fragna, cantano Meme Bianchi, Gianni Ravera, Odoardo Spadaro e Claudio Villa, presenta Rosalba Oletta 1955.
- Musica in celluloide, con l'orchestra d'archi di Carlo Savina, trasmessa il 4 aprile 1957
- Parata di gennaio, varietà musicale con l'orchestra di Carlo Savina, regia di Stefano De Stefani, trasmessa il 14 gennaio 1961

## Premio Carlo Savina
Alla memoria del grande compositore è stato istituito il Premio Carlo Savina, riconoscimento che annualmente premia un compositore di musiche da film che si sia particolarmente distinto nella stagione precedente. 
Ideato dalla “Cineteca Nazionale” - “Centro Sperimentale di Cinematografia” di Roma, con la supervisione di Federico Savina, fratello del compositore e docente presso il “Centro Sperimentale di Cinematografia” di Roma, la cerimonia di consegna del Premio si tiene, sin dalla sua prima edizione, durante la serata conclusiva del “Festival del Cinema di Spello e dei Borghi Umbri” che si svolge nella città di Spello in Umbria.
Nell'edizione 2016, il riconoscimento è stato assegnato al maestro Nicola Piovani.

Nell'edizione 2017, il riconoscimento è stato conferito al maestro Davide Cavuti, compositore per i registi Michele Placido, Pasquale Squitieri, Giorgio Albertazzi, per le musiche del film Un'avventura romantica e per i suoi studi sui compositori del cinema del neorealismo.
Nell'edizione 2018, il riconoscimento è stato conferito al maestro Ennio Morricone. Il riconoscimento è stato consegnato dal regista e sceneggiatore Giuliano Montaldo  presso la Casa del Cinema di Roma il 21 febbraio 2018.
Nell'edizione 2019, il riconoscimento è stato conferito al maestro Franco Piersanti. per le sue opere nel campo del cinema per registi quali Nanni Moretti, Gianni Amelio, Bernardo Bertolucci,  e per le musiche della serie Il commissario Montalbano.
Nell'edizione 2020, il riconoscimento è stato conferito al maestro Carlo Crivelli. per le musiche composte per film diretti da Marco Bellocchio, Marco Tullio Giordana, Michele Placido.
Nell'edizione 2021, il premio è stato conferito a Lorenzo Tomio.